# Sminthurus adirondackus
Sminthurus adirondackus är en urinsektsart som beskrevs av David J. Maynard 1951. Sminthurus adirondackus ingår i släktet Sminthurus och familjen Sminthuridae. Inga underarter finns listade i Catalogue of Life.